# Giovanni Paolo Maggini
Giovanni Paolo Maggini, född omkring 1580, död omkring 1630, var en italiensk fiolbyggare. Magginis byggde såväl gambainstrument som violiner och hans instrument hör till de bästa från konstruktörerna under det tidiga 1600-talet.

## Biografi
Maggini föddes i Botticino och flyttade till Brescia för att lära sig fiolbyggarhantverket av Gasparo da Salò. 1606 öppnade han sin egen verkstad och gjorde under de 25 följande åren stora bidrag till utvecklingen av violinen och violan. Maggini dog 1630 eller 1631 när pesten bröt i norra Italien och han är idag ihågkommen som en av de största fiolbyggarna från Brescia.